# Historisch overzicht van de stralingswetten
In dit artikel wordt een historisch overzicht gegeven van de zoektocht naar de spectrale stralingsformule van een zwart lichaam, die de natuurkundigen in de decennia rond 1900 hebben ondernomen en welke culmineert in het sublieme en revolutionaire werk van Max Planck.

## Inleiding
De stralingsformules in dit overzicht hebben betrekking op de spectrale stralingsdichtheid uf. 
Het is de energie per volume-eenheid en per frequentie-eenheid, die door een zwarte straler bij de frequentie f wordt uitgestraald. De dimensie is J·m−3·Hz−1. De overeenkomstige spectrale stralingsintensiteit is recht evenredig met deze stralingsdichtheid en is gelijk aan de energie die per seconde of het vermogen dat per eenheid van oppervlakte en per eenheid van frequentie door het lichaam wordt uitgestraalt. Ze heeft als dimensie J·s−1·m−2·Hz−1 of W·m−2·Hz−1.
De in onderstaand overzicht gebruikte symbolen hebben de volgende betekenis:
u is de totale stralingsdichtheid in J·m−3
T is de absolute temperatuur in kelvin
Iz is de emissiesterkte of het vermogen dat door een zwart lichaam (index z) wordt uitgestraald in W·m−2
Jz is het vermogen dat per eenheid van geprojecteerde oppervlakte en per eenheid van ruimtehoek door de omgeving van een punt wordt uitgestraald in W·m−2·sr−1
f {\displaystyle \ } is de frequentie van de uitgezonden elektromagnetische straling in Hz
σ is de constante van Stefan-Boltzmann gelijk aan 5,670373·10−8 W·m−2·K−4
h is de constante van Planck en gelijk aan 6,62606957·10−34 J·s
k is de constante van Boltzmann en gelijk aan 1,3806488·10−23 J·K−1
c is de lichtsnelheid gelijk aan 299.792.458 m·s−1
C, a, α, β, α' zijn constanten, waarbij α = 8πh/c3 en β = h/k

## Overzicht
1860 {\displaystyle \quad } De stralingswet van Kirchhoff
De verhouding van de emissiviteit tot de absorptiefactor is een constante, die alleen maar van de absolute temperatuur en de golflengte afhangt en onafhankelijk is van de aard van het stralende lichaam.
1879 {\displaystyle \quad } Wet van Štefan 
{\displaystyle u=aT^{4}}
1884 {\displaystyle \quad } Bewijs van de wet van Štefan door L. Boltzmann
{\displaystyle I_{z}=\pi J_{z}=\sigma T^{4}}
1893 {\displaystyle \quad } Verschuivingswet van W.Wien
{\displaystyle u_{f}=Cf^{3}\varphi (f/T)}
De stralingsdichtheid in functie van de frequentie behoudt dezelfde vorm voor elke absolute temperatuur. Voor corresponderende punten f, T en f', T' geldt f/T =f'/T' = constante.
1896 {\displaystyle \quad } Stralingswet van Wien
{\displaystyle u_{f}=\alpha f^{3}e^{-\beta f/T}}
1897 {\displaystyle \quad } Metingen van Otto Lummer en Ernst Pringsheim
1899 {\displaystyle \quad } De stralingswet van Wien geldt voor f/T groot, maar niet voor f/T klein.
1900 {\displaystyle \quad } Bewijs door M. Planck van de wet van Wien op basis van de bestaande wetten van de thermodynamica en het elektromagnetisme.
1900 {\displaystyle \quad }Voorgestelde stralingswet van Lord Rayleigh.
{\displaystyle u_{f}=\alpha 'f^{2}Te^{-\beta f/T}}
1900 {\displaystyle \quad } Stralingswet van Max Planck
{\displaystyle u_{f}={{8\pi f^{2}} \over {c^{3}}}.{{hf} \over {e^{hf/T}-1}}}
De theoretische afleiding van deze wet houdt impliciet in dat de uitwisseling tussen straling en materie maar kan geschieden in energiekwanta ter grootte hf.
Dit was niet het rechtstreeks gevolg van een hypothese die door Planck werd ingevoerd maar wel van zijn thermodynamische vergelijkingen.
Ferdinand Kurlbaum en Heinrich Rubens bevestigen dat deze wet zeer goed overeenkomt met de experimentele gegevens.
1905 {\displaystyle \quad } Stralingswet van Rayleigh-Jeans
{\displaystyle u_{f}=={{8\pi f^{2}} \over {c^{3}}}kT}
Metingen bevestigen dat deze formule juist is voor f/T klein, maar niet voor f/T groot (ultravioletcatastrofe).
1905 {\displaystyle \quad } De kwantumhypothese van Albert Einstein
Die stralingskwanta bestaan echt. Men noemt ze nadien fotonen.
1916 {\displaystyle \quad } Afleiding van de stralingswet van Planck door A. Einstein.
Gebruikmakend van de kwantumhypothese voor het stralingsveld. Spontane en geïnduceerde stralingsovergangen.